# فرودگاه پانگنیرتونگ
 فرودگاه پانگنیرتونگ (به انگلیسی: Pangnirtung Airport) یک فرودگاه همگانی باربری با کد یاتا YXP است که یک باند فرود شن دارد و طول باند آن ۸۹۰ متر است. این فرودگاه در کشور کانادا قرار دارد و در ارتفاع ۲۴ متری از سطح دریا واقع شده است.

## نگارخانه

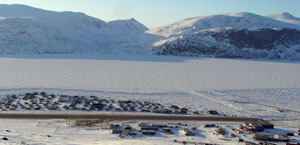
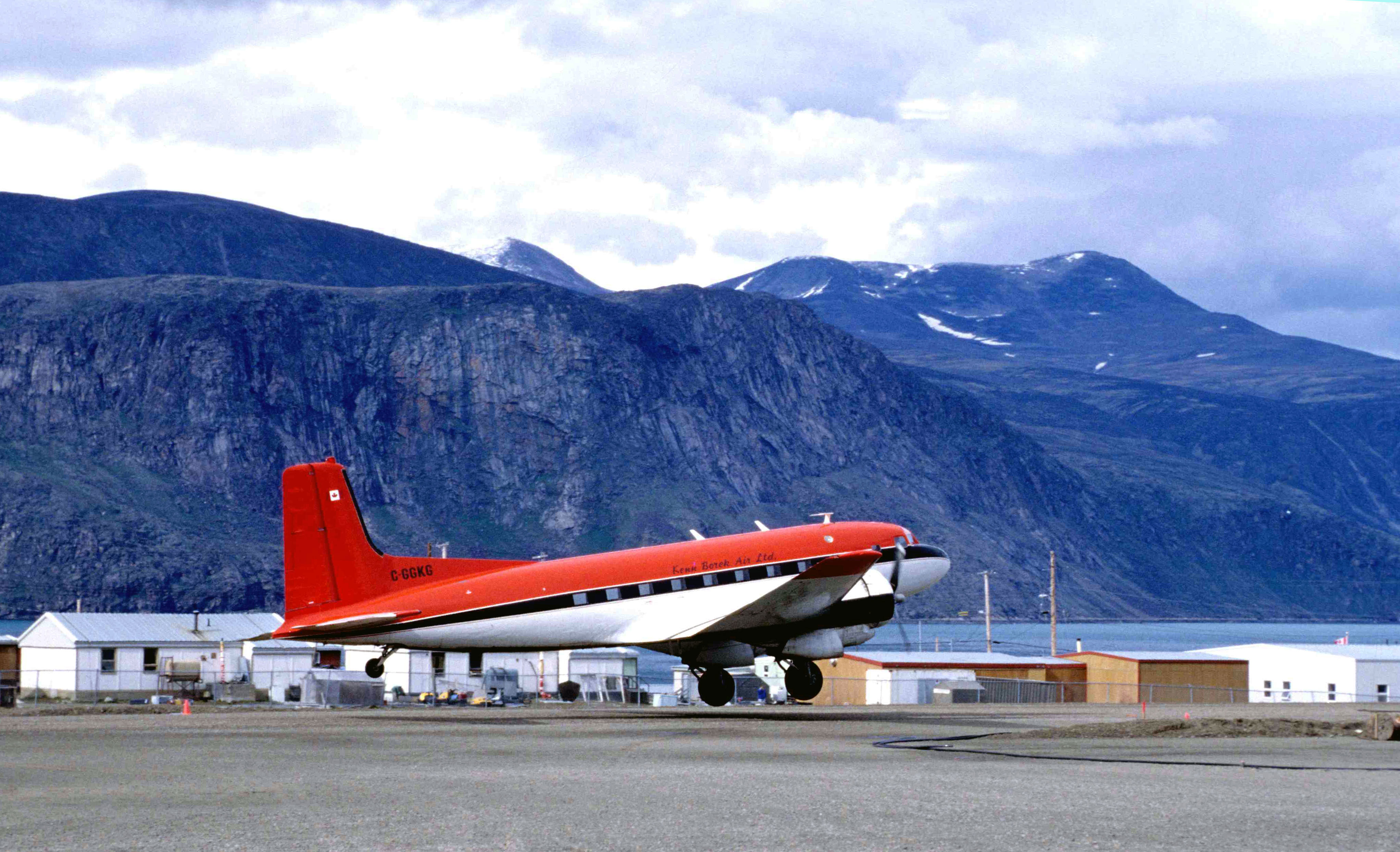
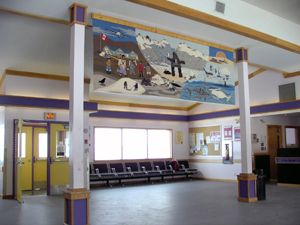

## شرکت‌های هواپیمایی و مقصدهای پروازی
| شرکت‌های هواپیمایی | مقصدهای پروازی         |
| ----------------- | ---------------------- |
| Canadian North    | ایکالیوت، کیکیکتارجواگ |
| First Air         | ایکالیوت، کیکیکتارجواگ |